# Château d'Hermance
Le château d'Hermance, dont il ne reste aujourd'hui qu'un donjon, remonte sans doute au XIIIe siècle et se trouve sur la commune suisse d'Hermance, dans le canton de Genève, sur la rive sud du lac Léman.

## Situation
Le château d'Hermance est situé sur la rive droite de l'Hermance, en face du château genevois de Beauregard, sur la rive sud du Léman.

## Histoire
La première mention du château se trouve dans une bulle pontificale de 1247, à l'occasion de l'établissement une chapelle,. Le château a alors sans doute été édifié par les sires de Faucigny, et très probablement par le baron Aymon II de Faucigny,. Le château et la ville neuve du « bourg-d'en-haut », ainsi que le bourg et le château de Monthoux, ces derniers édifiés « peu avant 1245 », font partie des aménagements voulus par le baron, à la frontière avec le comté de Genève,. 
Un conflit d'héritage éclate entre Béatrice de Faucigny - fille du comte Pierre II de Savoie et petite-fille d'Aymon, qui a épousé  Guigues VII de Viennois - et le nouveau comte de Savoie, son oncle Philippe de Savoie allié à sa tante Béatrice de Thoire-Villars. Une trêve est signée en janvier 1269, avant une reprise des hostilités. Béatrice et son fils, Jean Ier sont capturés. Pour sa libération, la Grande Dauphine doit mettre en gage son château d'Hermance, ainsi que ceux de Monthoux et du Châtelet du Crédoz, jusqu'à ce qu'un règlement soit trouvé,,. En 1271, une sentence est prononcée par Edmond, fils du roi d'Angleterre, et le comte de Savoie Philippe et dans laquelle est stipulé que Béatrice de Faucigny donnera à sa tante son château d'Aubonne et celui d'Hermance, « ainsi que tous les fiefs qu'elle possède dans le pays de Vaud ».
En 1355, le Faucigny devient définitivement l'une des possessions de la maison de Savoie.

## Description
Une muraille protège le bourg et le château. Le bourg possède des courtines sont précédées par des fossés associés à des tours qui protègent l'entrée.
Le château est parcouru sur deux côtés par le cours de l'Hermance.

## Châtellenie d'Hermance
Le château d'Hermance est le centre d'une châtellenie, dit aussi mandement, du Faucigny. Ainsi l'organisation de la baronnie de Faucigny (1256), devenue bailliage en 1265, reprend le modèle des châtellenies savoyardes, mis en place avec la venue de Pierre de Savoie,.
Durant la période delphinale, le Faucigny serait organisé (à partir de 1342-1343) autour d'une quinzaine de châtellenies, dont Hermance.
Le châtelain est un « [officier], nommé pour une durée définie, révocable et amovible »,. Il est chargé de la gestion de la châtellenie ou mandement, il perçoit les revenus fiscaux du domaine, et il s'occupe de l'entretien du château. Le châtelain est parfois aidé par un receveur des comptes, qui rédige « au net [...] le rapport annuellement rendu par le châtelain ou son lieutenant ».

### Fonds d'archives
- Série : Comptes des châtellenies (1356-1473). Fonds : Comptes de châtellenie et de subsides; Cote : SA 15591-15694. Chambéry : Archives départementales de la Savoie (présentation en ligne).« Châtellenie de Vuache »
- Série : Comptes des châtellenies (XIIIe siècle-XVIe siècle). Fonds : Inventaire-Index des comptes de châtellenie et de subsides; Cote : SA. Chambéry : Archives départementales de la Savoie (présentation en ligne).p. 370-378, « Châtellenie d'Hermance »